# Newport Pagnell
Newport Pagnell is een civil parish in het bestuurlijke gebied Milton Keynes, in het Engelse graafschap Buckinghamshire. De plaats telt 15.118 inwoners.
Het is door de snelweg M1 gescheiden van de stad Milton Keynes.

## Geschiedenis
De stad werd voor het eerst genoemd in het Domesday Book van 1086 als Neuport, dat in het Oudengels Nieuwe Markt Plaats betekent. Op dat moment was het een vrij nieuwe nederzetting, die gesticht was door Normandische bezetters. De naam "Pagnell" werd later toegevoegd, toen de manor in het bezit kwam van de familie Pagnell (Paynel)
Op zeker moment was Newport Pagnell een van de grootste steden in het graafschap Buckinghamshire en hoewel de stad flink gegroeid is, wordt het volledig overschaduwd door het enorm gegroeide Milton Keynes aan de westkant van de M1 snelweg.

## Tegenwoordig

### Tickford Bridge
De Tickford Bridge, over de rivier Ouzel (of Lovat), is gebouwd in 1810 en is de enige ijzeren brug in Engeland en de oudste ijzeren brug ter wereld die dagelijks gebruikt wordt voor verkeer. Bij de naastgelegen voetbrug bevindt zich een plaquette met details over de geschiedenis en de constructie.

### Aston Martin
Sinds 1954 is Aston Martin, producent van luxueuze sportwagens, gevestigd aan de Tickford Street in Newport Pagnell. In deze locatie werden alle Aston Martin auto's gebouwd, totdat recentelijk de nieuwe Ford Motor Company luxury division fabriek voor Aston Martin werd geopend in Gaydon, Warwickshire. Momenteel worden er nog steeds enkele modellen gebouwd in Newport Pagnell en ook de service en onderhoudstak van Aston Martin bevindt zich aan Tickford Street.

### Bevolking en groei
Hoewel Newport Pagnell zich formeel buiten de stadsgrenzen van Milton Keynes bevindt, is de groei van Newport Pagnell vergelijkbaar met de stadsdelen van Milton Keynes en wordt het door de Office of National Statistics gezien als deel uitmakend van hetzelfde stedelijke gebied. De bevolking groeide van 6000 in 1971 tot 15,020 in 2001. De gemeenteraad van Milton Keynes verwacht dat de bevolking stabiel zal blijven op dit niveau. De overheid van Buckinghamshire verwacht echter dat verdere uitbreiding van dit stedelijke gebied zal plaatsvinden ten oosten van de M1, dus aan de Newport Pagnell zijde, in plaats van uitbreiding in zuidelijke richting.

## Trivia
Aan de snelweg M1 is een service station gevestigd met de naam Newport Pagnell Services. De opening van dit benzinestation op 15 augustus 1960 was groot nieuws in Engeland, omdat het 't eerste benzinestation in Engeland was aan de eerste snelweg in Engeland. Het bevindt zich aan de rand van de stad.
Newport Pagnell wordt genoemd in het nummer Is It Really So Strange? van de Engelse rockgroep The Smiths.
Een fictieve MotherCare winkel in Newport Pagnell werd overvallen door de gedetineerde echtgenoten van de hoofdpersonen in de eerste aflevering van de BBC comedy serie Birds of a Feather.